# Hammerwerk von Corcelles

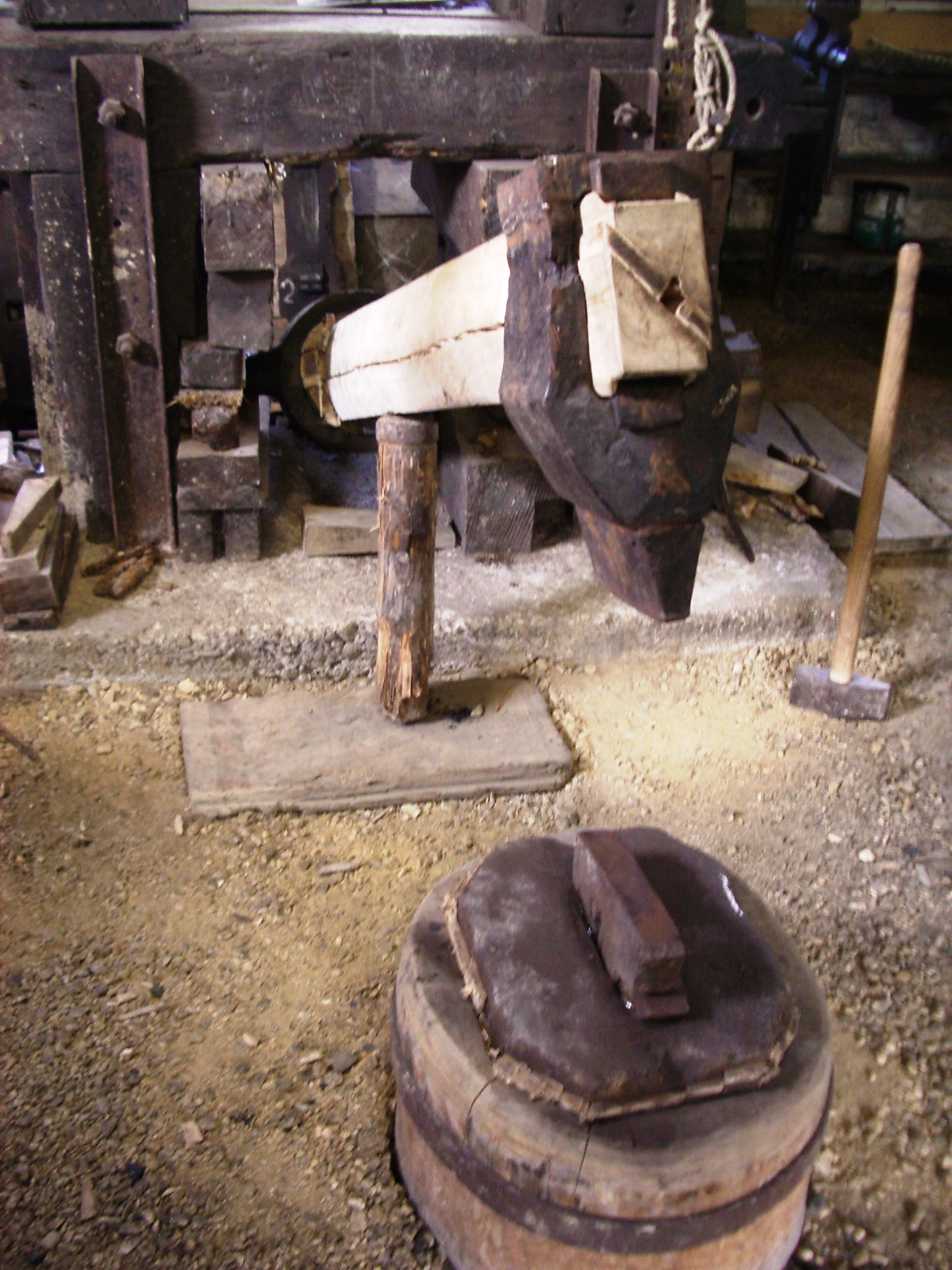
Schmiedehammer

Das Hammerwerk von Corcelles (französisch: Martinet de Corcelles) ist ein historischer Gewerbebetrieb in der Gemeinde Corcelles im Kanton Bern. Heute dient das gut erhaltene Hammerwerk als Schaubetrieb und Eisenmuseum. Es ist eine der letzten gewerblichen Hammermühlen (französisch: taillanderie) in der Schweiz und zählt zu den bernischen «Lebendigen Traditionen».
Im Jahr 1990 wurde das Hammerwerk in das schweizerische Verzeichnis der Denkmäler, Ensembles und archäologischen Stätten von regionaler Bedeutung im Sinne von Art. 13 NHG eingetragen.

## Lage
Das Gebäude mit dem Hammer liegt am Bach Gaibiat (auch Gabiatte) und dessen Seitenbach Gorevirat in Corcelles im Münstertal. Der nur viereinhalb Kilometer lange Gaibiat ist ein Zufluss des Flusses La Raus. Die Ortschaft Corcelles liegt im französischsprachigen Berner Jura. In diesem Abschnitt des Juragebirges hat man in früheren Jahrhunderten grosse Mengen von Bohnerz abgebaut, zu Roheisen verhüttet und verarbeitet. Auch bei Corcelles gab es kleine Eisenbergwerke.

## Geschichte
Vermutlich diente das Wasserwerk von Corcelles ursprünglich als Kornmühle, die wohl um 1800 zu einem Hammerwerk umgebaut wurde; im Jahr 1806 wurde den Besitzern die Konzession für die erneute Einrichtung einer Kornmühle verweigert. Der Betrieb verarbeitete Roheisen, das aus Choindez, Basel und Genf bezogen wurde, zu Werkzeugen und Geräten. Nach dem Zweiten Weltkrieg legten die Betreiber die Anlage still, ohne jedoch die Maschinen und Einrichtungen abzubauen. 1949 kaufte der Verein Association pour la défense des intérêts jurassiens das Hammerwerk, um es als Technikdenkmal für die Nachwelt zu erhalten. Während der Reparaturarbeiten im Jahr 1975 drehte die Filmemacherin Lucienne Lanaz den Dokumentarfilm La forge, der dazu beitrug, die Kosten der Reparatur des Hammerkwerks zu decken. Seit einer Renovation des Gebäudes in den Jahren 1982 bis 1993 sorgt die Stiftung Fondation Ankli pour le Martinet de Corcelle für den Unterhalt der technikgeschichtlich bedeutenden Anlage und den gelegentlichen Schaubetrieb.
Das Wasserrad treibt über eine Nockenwelle drei Schmiedehämmer an. Die in der grossen Esse vorbereiteten Objekte werden unter den Hämmern in die gewünschte Form gebracht und anschliessend je nach Bedarf zu den fertigen Geräten bearbeitet. Im 20. Jahrhundert waren drei Hämmer vorhanden: Zwei grosse Hämmer, deren Köpfe ein Gewicht von 80 kg und 45 kg hatten, dienten der groben Bearbeitung der Werkstücke, und mit dem kleineren Schwanzhammer erfolgte die Feinarbeit oder die Formung kleiner Produkte. Heute ist noch ein Hammer mit dem Gewicht von 58 kg in der Werkstätte. Mit einem zweiten Wasserrad, das im frühen 20. Jahrhundert dazukam, laufen der Blasebalg an der Esse sowie mehrere Maschinen wie eine Drehbank und ein grosser Schleifstein. Neben dem Hammerwerk stand im 20. Jahrhundert ein Lagerhaus für die Kohle, die in der Esse verbraucht wurde.